# Méloszi Aphrodité
A méloszi Aphrodité (Ἀφροδίτη τῆς Μήλου [ógörögös Aphrodité tész Mélu, újgörög Afrodíti tísz Mílu], vagy latinosan milói Vénusz) görög szobor, amelyet 1820-ban az égei-tengeri Mílosz (ógörög Mélosz, latin Milo) szigetén találtak; az egyik leghíresebb ókori szobor. Ma Párizsban, a Louvre-ban őrzik. Aphroditét ábrázolja, akit a rómaiak Venusszal azonosítottak.

## Leírása
A 2,03 m magas, hat darabban paroszi márványból készült szobor ruhátlan felsőtesttel, alsótestén köpennyel ábrázolja az istennőt. A szobor karjai hiányoznak, eredeti tartásuk bizonytalan. A méloszi Aphrodité mintája az a Kr. e. 4. századi görög szobor volt, amelyről az úgynevezett capuai Aphroditét másolták, de a méloszi Aphrodité maga nem másolat, hanem Kr. e. 130 körül készült szabad átformálása mintájának, a késő hellenisztikus szobrászat szellemében. Mára elveszett talapzatának egy felirata alapján antiókhiai Alexandrosz műve lehet; korábban tévesen Praxitelész művének tartották. A vele együtt talált szobortöredékek (köztük egy talapzat szignatúra töredékével) csak véletlenül kerültek vele egy gödörbe.

## Stílusa
A szobor a görög szobrászat klasszikus korszakának a korábbi stílusainak a keverékében készült, annak ellenére, hogy a hellenisztikus kor végén alkották. Stílusában a praxitelészi knidoszi Aphroditéhoz hasonló, visszafogott érzékiségű mű. Pontosan nem tudni, hogy az istennő mely aspektusát ábrázolta eredetileg. Rendszerint úgy tartják, hogy a rómaiaknál Venus Victrix („a győzedelmes Venus”) néven tisztelt változattal azonosítható. Kezében az aranyalmát tarthatta, amit a trójai Parisz nyújtott neki. Ez egyben egy szójáték is Mélosz szigetének nevével, mely görög nyelven „almá”-t jelent. A szobor közelében találtak egy kartöredéket almával, feltehetőleg a szobor része volt. Miután a szobrot megtalálták, több kísérlet is történt a póz rekonstruálására, de ez végül nem történt meg.

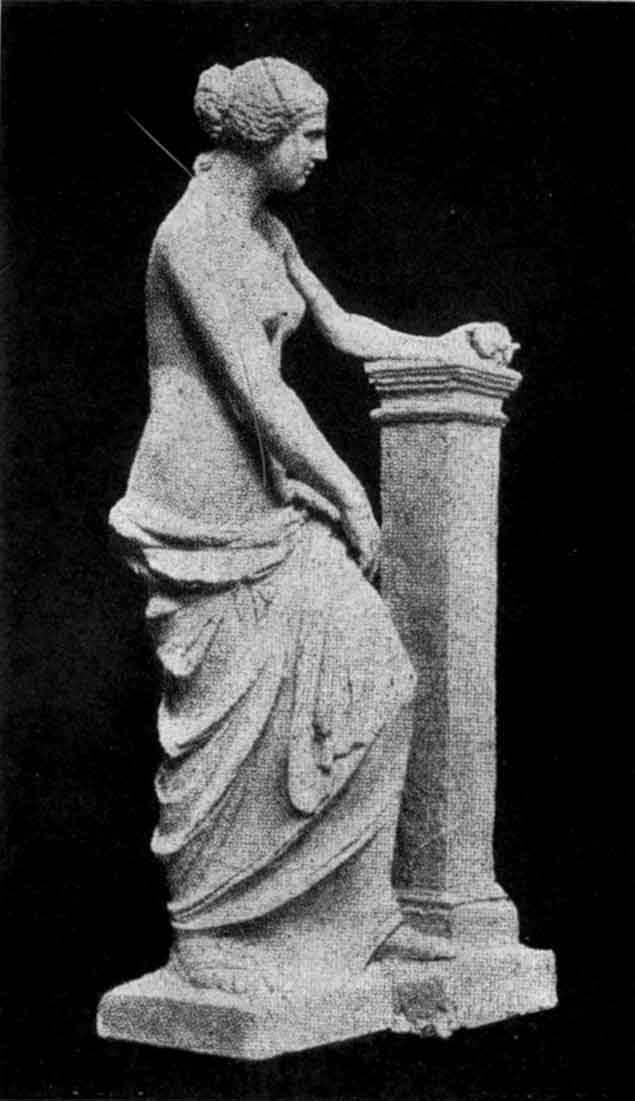
Adolf Furtwängler elképzelése a szobor rekonstrukciójához, a posztamensen nyugvó kezében az aranyalmával.

(Adolf Furtwängler rajza a feltételezett eredeti formáról megtalálható a Kousser egy cikkében.)

## Felfedezése és hírneve

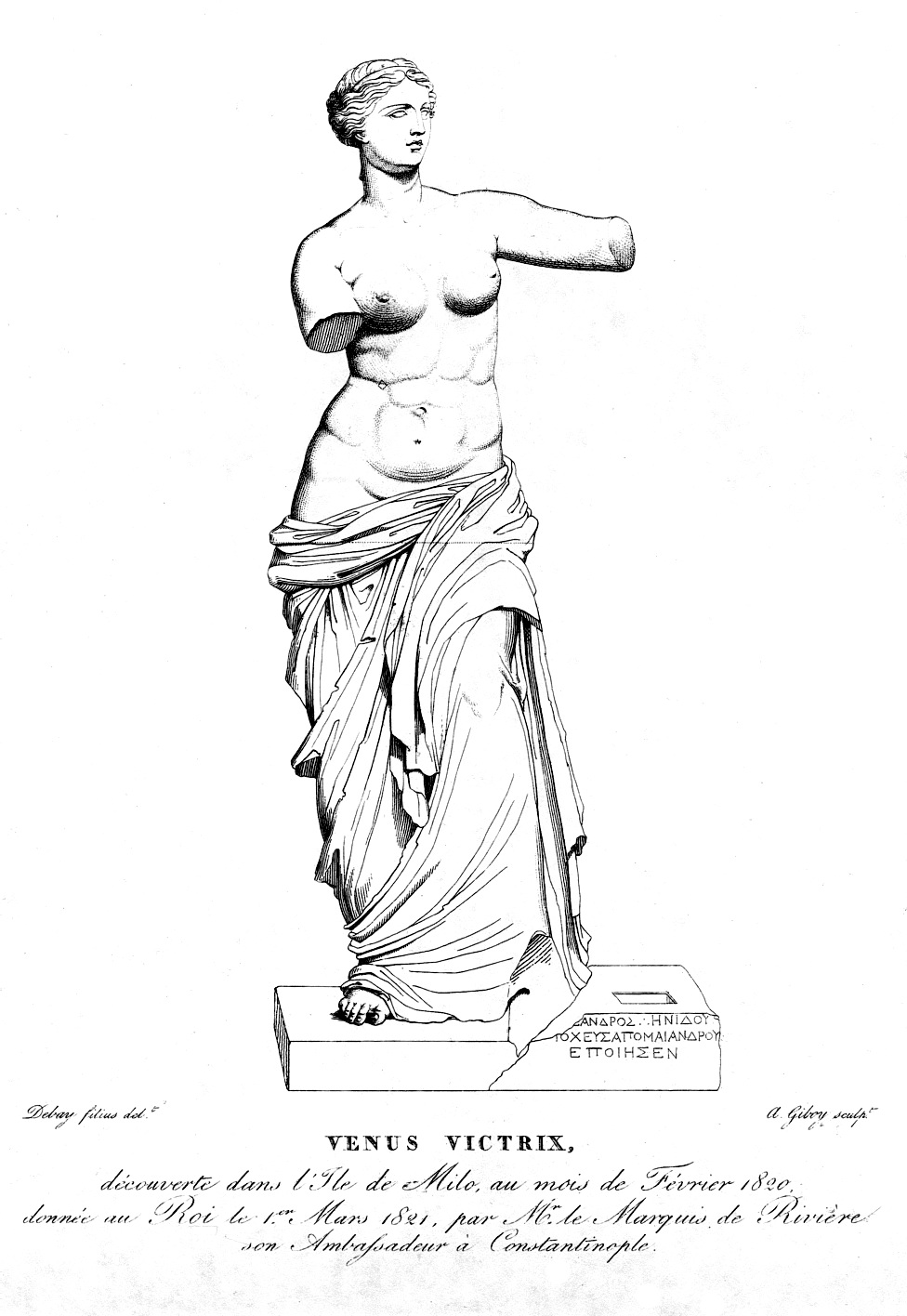
Debay rajza a szoborról a ma hiányzó talapzattal (1821)

A szobrot 1820-ban két darabba törve találta meg egy Jorgosz Kentrotasz nevű földműves az égei-tengeri Mílosz szigetén. Kentrotasz elrejtette a szobrot, de török tisztviselők később megtalálták és elkobozták. Jules Dumont d’Urville francia tengerésztiszt felismerte a szobor jelentőségét, és elintézte, hogy de Rivière márki, a törökországi francia nagykövet megvásárolja. Kis restaurálás után a szobrot 1821-ben XVIII. Lajos francia királynak ajándékozták, aki végül a Louvre-nak adományozta, ahol jelenleg is megtekinthető.
Az, hogy a szobor a 19. században nagy hírnévre tett szert, nemcsak szépségének volt köszönhető, hanem a francia hatóságok propagandahadjáratának is. 1815-ben Franciaország visszaadta az olaszoknak a Medici-Venust, melyet Bonaparte Napóleon zsákmányolt tőlük. Mivel a Medici-Venust az ókori szobrászat egyik legszebb példájának tartották, a franciák elhatározták, hogy a tulajdonukban lévő szobrot tudatosan magasabb értékűnek állítják be, mint az elveszítettet. Művészek és kritikusok egyaránt méltatták, és a kecses női szépség megtestesülésének tartották. S valóban ma is Európa leghíresebb Vénusz-szobra.

## Képgaléria

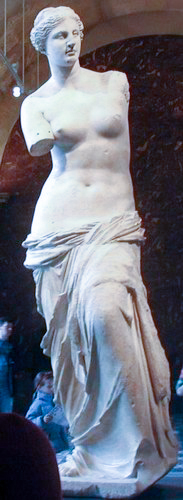
A méloszi Aphrodité szemből
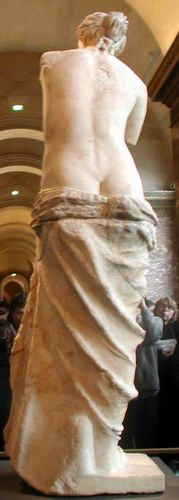
A méloszi Aphrodité hátulról
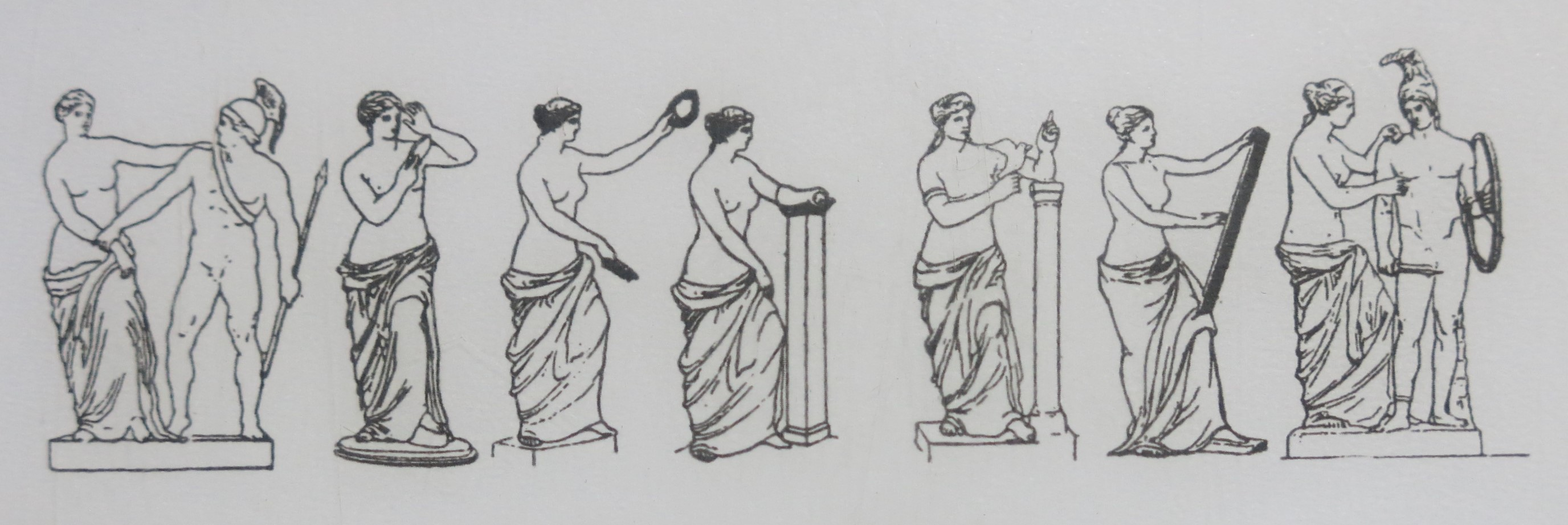
A szobor feltételezett kompozíciói
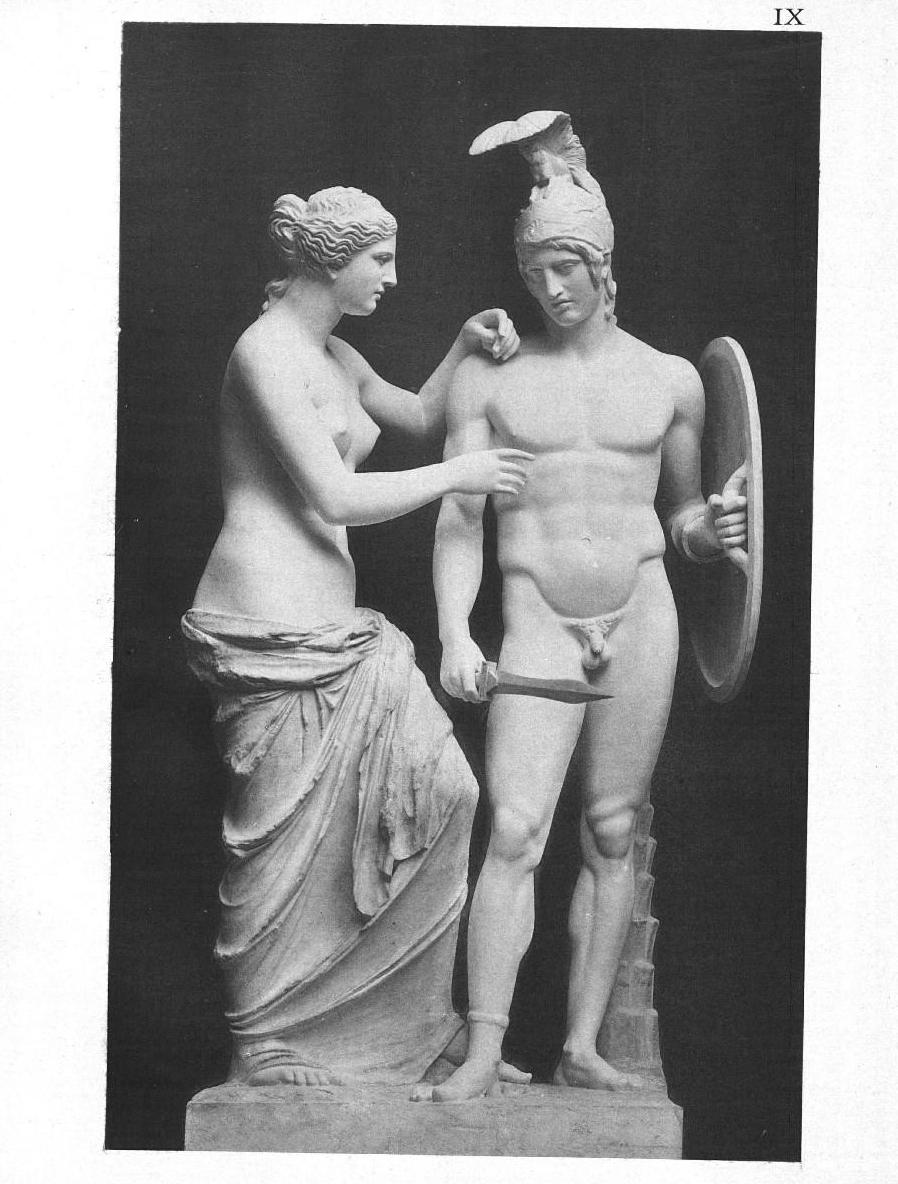
Félix Ravaisson elképzelése szerint Arész szobrával közösen állva
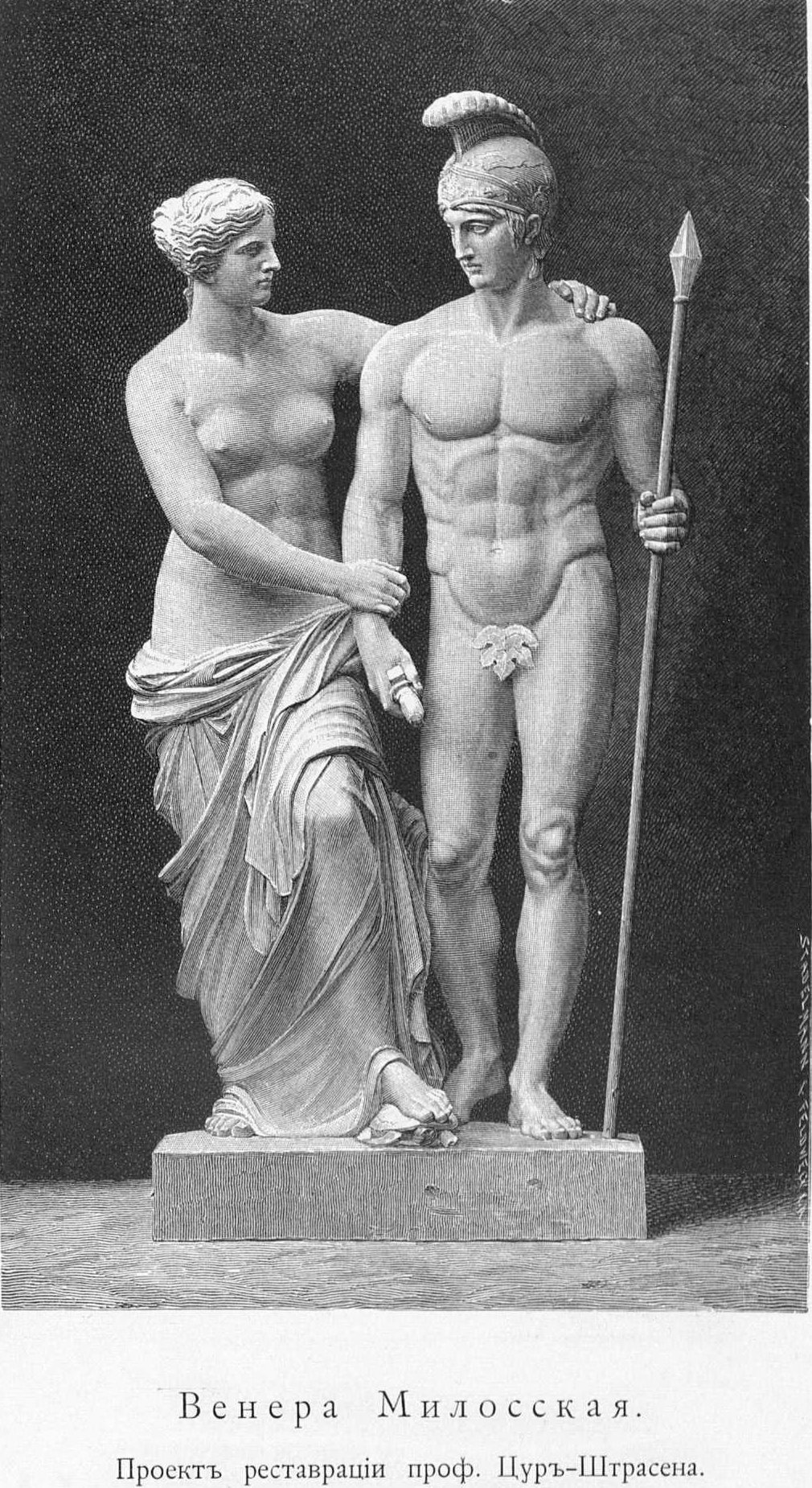
Egy másik Arész alakot ölelve